# تسانغ واي تشونغ
خطأ لوا في mw.text.lua على السطر 25: bad argument #1 to 'match' (string expected, got nil).
تسانغ واي تشونغ (بالصينية: 曾偉忠) هو مدرب كرة قدم ولاعب كرة قدم صيني في مركز الوسط، ولد في 28 أغسطس 1960. لعب مع نادي إيسترن سبورتس.